# Henuttaui D
Henuttaui o Henuttaui D (ḥnw.t-t3.wỉ, "Dama de les dues terres") va ser una princesa i sacerdotessa egípcia, que va ocupar el càrrec d'Esposa del Déu Amon, durant la dinastia XXI.
| V28 | W10 · t | N17 · N17 | B1 |

| V28 | W10 · t | N17 · N17 | B1 |

El seu pare era Pinedjem II, Summe sacerdot d'Amon i que governava en aquell moment tot l'Alt Egipte, i la seva mare Isetemkheb D, Cantant d'Amon i germana del mateix Pinedjem. Els seus dos pares eren, doncs, fills del Summe sacerdot Menkheperre, germà de Maatkare Mutemhat, la qual va precedir com a Esposa del Déu Amon a Henuttaui D.
Només coneixem l'existència de Henuttaui per uns uixebtis. Durant la dinastia XXI hi va haver força dones influents anomenades Henuttaui. Es van trobar diversos uixebti de ceràmica verda amb el nom de Henuttaui juntament amb el títol de "Sacerdotessa d'Amon". Els egiptòlegs van creure que aquestes estatuetes pertanyien a Henuttaui A, és a dir, Duathathor-Henuttaui, esposa de Pinedjem I; però Henuttaui A no portava aquest títol. Per tant, el propietari d'aquests uixebti ha de ser una altra Henuttaui, i els han atribuït a una Henuttaui D. Aquestes estatuetes es conserven escampades en molts museus d'arreu del món.
Karomama Meritmut la va succeir com a Esposa del Déu Amon.